# Шаста-Лейк (Каліфорнія)
Шаста-Лейк (англ. Shasta Lake) — місто (англ. city) в США, в окрузі Шаста штату Каліфорнія. Населення — 10 371 особа (2020).

## Географія
Шаста-Лейк розташована за координатами 40°40′45″ пн. ш. 122°22′40″ зх. д. / 40.67917° пн. ш. 122.37778° зх. д. (40.679219, -122.377904).  За даними Бюро перепису населення США в 2010 році місто мало площу 28,30 км², з яких 28,28 км² — суходіл та 0,02 км² — водойми.

## Демографія
Згідно з переписом 2010 року, у місті мешкали 10 164 особи в 3943 домогосподарствах у складі 2676 родин. Густота населення становила 359 осіб/км².  Було 4209 помешкань (149/км²).
Расовий склад населення:
| - 86,1 % — білих - 3,8 % — корінних американців - 2,3 % — азіатів - 0,7 % — чорних або афроамериканців - 0,1 % — вихідців з тихоокеанських островів - 2,0 % — осіб інших рас |

До двох чи більше рас належало 5,0 %. Частка іспаномовних становила 8,5 % від усіх жителів.
За віковим діапазоном населення розподілялося таким чином: 24,3 % — особи молодші 18 років, 61,3 % — особи у віці 18—64 років, 14,4 % — особи у віці 65 років та старші. Медіана віку мешканця становила 38,8 року. На 100 осіб жіночої статі у місті припадало 99,5 чоловіків;  на 100 жінок у віці від 18 років та старших — 95,9 чоловіків також старших 18 років.
Середній дохід на одне домашнє господарство  становив 51 799 доларів США (медіана — 42 003), а середній дохід на одну сім'ю — 60 540 доларів (медіана — 55 568). Медіана доходів становила 47 114 долари для чоловіків та 35 906 доларів для жінок. За межею бідності перебувало 19,7 % осіб, у тому числі 21,6 % дітей у віці до 18 років та 9,2 % осіб у віці 65 років та старших.
Цивільне працевлаштоване населення становило 4102 особи. Основні галузі зайнятості: освіта, охорона здоров'я та соціальна допомога — 24,0 %, роздрібна торгівля — 18,8 %, мистецтво, розваги та відпочинок — 9,2 %, виробництво — 8,5 %.